# Гриневич, Илья Фёдорович
Илья Фёдорович Гриневич (? — после 1842) — российский педагог-историк и переводчик.
Происходил из дворян Черниговской губернии.
Получил звание магистра в Императорском Харьковском университете. С 24 января 1821 года по 1826 год — профессор латинской и российской словесности в Ришельевском лицее. Был также библиотекарем лицея и членом Правления лицея по учебной части.
С 1826 по 1831 годы был управляющим Дирекции народных училищ Бессарабской области. При нём здесь открылись уездные гражданские училища в Кишинёве, Бельцах, Хотине, Аккермане, Бендерах, Измаиле, Рени и Килии. По инициативе Гриневича при Кишиневском уездном училище были организованы два специальных класса, в которых обучались наиболее способные учащиеся, готовившиеся к поступлению в гимназию. Был уволен в 1831 году «за обнаружение непорядка в денежной отчетности».
После прочтения 7 сентября 1839 года пробной лекции «О жизни и сочинениях Тацита» в университете Св. Владимира, Гриневич был принят в университет адъюнктом с жалованьем экстраординарного профессора римской словесности. Однако уже в сентябре 1840 года Совет университета по представлению профессора Нейкирха на кафедру римской словесности был принят в качестве экстраординарного профессора Дёллен.
И. Ф. Гриневичу принадлежат учёные труды и переводы: Цицерона — «О естестве богов» (Харьков, 1816), «Первая речь против Катилины» (Харьков, 1817), «Речь за стихотворца Авла Лициния Архия» (Харьков, 1818), «Речь в оправдание Милона»; также — «Письма о философских предметах» (Одесса, 1835), «Жизнь древних римлян (от основания Рима до Константина Великого)» (Одесса, 1846) и другие.